# 梅賽德斯別墅
梅賽德斯別墅 （義大利語：Villa Mercedes) 
是意大利科莫湖畔列纳附近的一個新艺术运动風格的历史建築和別墅。这座别墅以其主人而闻名，它的主人是克莱斯勒集团全球主席迪特·蔡澈。2006年，他被《时代》杂志评选为全球最具影响力的100人。這所别墅价值超过1亿欧元。

## 描述
梅賽德斯別墅（義大利語：Villa Mercedes）是一座位於意大利科莫湖畔列纳的历史性建筑。这座别墅采用了新艺术运动（Art Nouveau）风格，建筑线条流畅，装饰华丽，并与周围自然景观完美融合。
梅賽德斯別墅因其全景视野而闻名，正对着贝拉焦（Bellagio），被认为是科莫湖上景观最优美的别墅之一。据传，达·芬奇（Leonardo da Vinci）曾在别墅旁的沙滩登岸，并从此地开始攀登格里涅山脉（Grigne）。这种历史关联使得别墅不仅是建筑遗产，也与文艺复兴时期的意大利文化有着密切的联系。
这座别墅曾是克莱斯勒集团（Chrysler Group）前全球主席迪特·蔡澈（Dieter Zetsche）的私人住宅。作为科莫湖地区最奢华的住宅之一，其市场估值超过1亿欧元。
在建筑风格上，梅賽德斯別墅展现了19至20世纪意大利湖区建筑的典型特征，使用了高端材料，并注重建筑与湖景的结合。别墅的地理位置使其能够直面湖泊，并享有周围群山的壮丽景观，成为科莫湖沿岸最具代表性的贵族住宅之一。